# 액트 오브 워: 하이 트리즌
액트 오브 워: 하이 트리즌(Act of War: Direct Action; AOW:HT)은 액트 오브 워: 디렉트 액션의 확장팩이다. 전편과 마찬가지로, 유진 시스템이 개발하고, 아타리가 판매하였다. 한국에서는 액트 오브 워 2라는 제목으로 확장팩을 판매하였다.

## 줄거리
액트 오브 워: 하이 트리즌은 액트 오브 워: 디렉트 액션이 끝난 지 3년 후가 배경으로, 총 3일 동안 이뤄진다. 미국 대통령 선거 전날, 두 명의 대통령 후보자인 상원의원 와트와 카디프 부통령은 테러리스트들에게 공격을 받게 되고, 볼드윈 대통령은 백악관을 나서다 암살당하게 된다. 부통령인 카디프는 살아남아, 차기 대통령에 오르게 되고 와트는 맨하탄에서 암살당하게 된다. 그리고 몇몇 정부 인사들과 켈리 장군은 암살에 가담했다는 이유로 체포당하게 된다. 그걸 알아보기 위해서 탈론 기동부대가 맥코이 요새로 향하게 되고, "레드 셀"의 지도자인 화이트모어 대령과 만나게 된다. 하지만 그곳에서 탈론 기동부대는 무장해제를 당해 포로가 되고 부득이하게 미군 부대를 공격하게 된다, 그들은 국가 반역죄로 국가에 수배당하게 된다. 그리고 그들은 멕시코에서..

## 진영

### 미군
액트 오브 워: 하이 트리즌에서, 미군은 일반적으로 해군을 포함한 전군을 모두 포함하고 있다. 일반적으로 미 육군은 튼실한 재래식 무기로 무장되어 있지만, 탈론 기동부대와 컨소시엄만큼 유연하지 못하다.

### 탈론 기동부대
탈론 기동부대는 비밀에 감춰진 미군의 엘리트 분과이다. 미래적인 무기와 기술을 사용하여, 탈론은 세계 어디든지 기회가 찾아오면 금방 군대를 전개시킬 수 있다.

### 컨소시엄
막대한 자금을 가지고 있는 석유재벌, 반정부단체, 테러리스트의 연립집단으로, 컨소시엄은 복합적인 테러리스트 공격과, 재래식 군활동에 대한 그들의 결의문을 충실히 따르고 있다. 그들의 힘은 강력한 소비에트 블록과, 탈론 기동부대에 근접한 최첨단 기술의 결합체이며, 미국과 러시아의 여러 비밀 프로젝트를 포함하고 있다.

### 용병
4번째 진영 대신으로, 유진 시스템에서는 색다른 게임상의 국면에 대한 특징을 소개하였다. 바로 용병 유닛이다. 용병은 각 진영의 특수 건물인 용병 작전지휘소에서 고용되며, 용병을 고용하는 진영은 용병을 고용하는 보험료를 내고, 5초마다 약간의 활동비를 낸다. 보험료는 완전하게 혹은 불완전하게 용병들이 전장에 내려설때 용병의 숫자만큼 다시 받을수있다. 플레이어는 같은 용병 하나를 고용하고 있을 때는, 동일한 티어의 용병을 고용하지 못하게 되어 있다.

## 모딩

### 도구
- 맵 에디터: 이 도구를 사용하여, 자신만의 지도를 만들 수 있다. 그리고 액트 오브 워: 디렉트 액션의 맵을 액트 오브 워: 하이트리즌에 맞게 변환할 수 있다.
- 모딩 툴: 모딩툴을 사용하여, 자신만의 유닛을 만들 수 있다. 3dsmax 7 이상 필요.

참고 : 모딩툴과 맵 에디터는 패치에 포함되어 있다.

## 평가
| 평가 |         |
| --- | ------- |
| 통합 점수 통합사 점수 메타크리틱 74% [ 1 ] 평론 점수 평론사 점수 1UP.com B− [ 2 ] 유로게이머 5 of 10 [ 3 ] 게임스팟 8 of 10 [ 4 ] |         |
| 통합 점수 |         |
| 통합사 | 점수    |
| 메타크리틱 | 74%     |
| 평론 점수 |         |
| 평론사 | 점수    |
| 1UP.com | B−      |
| 유로게이머 | 5 of 10 |
| 게임스팟 | 8 of 10 |

### 리뷰
- (영어) 메타크리틱 보관됨 2008-06-19 - 웨이백 머신
- (영어) 게임스팟[깨진 링크(과거 내용 찾기)]